# Kikiktaluk Island
Kikiktaluk Island är en ö i Kanada.   Den ligger i territoriet Nunavut, i den östra delen av landet, 2 200 km norr om huvudstaden Ottawa. Arean är 23,3 kvadratkilometer.
Terrängen på Kikiktaluk Island är lite kuperad. Öns högsta punkt är 328 meter över havet. Den sträcker sig 6,3 kilometer i nord-sydlig riktning, och 6,3 kilometer i öst-västlig riktning.
Trakten runt Kikiktaluk Island består i huvudsak av gräsmarker.